# Министерство обороны Чехии
Министерство обороны Чешской Республики (чеш. Ministerstvo obrany České republiky) — центральный орган исполнительной власти и военного управления в Чешской Республике.
Министерство возникло 8 декабря 1992 года законом № 548/1992, которым были внесены поправки в закон № 2/1969 «о создании министерств и других центральных органов государственного управления Чешской Республики».
С декабря 2021 года министром обороны Чехии является Яна Чернохова от ODS.

## Структура

### Руководство
- Министр обороны[2]
- Первый заместитель министра обороны
- Заместитель министра обороны

### Аппарат
- Офис министра обороны
- Канцелярия министерства обороны
- Департамент безопасности министерства обороны
- Департамент внутреннего аудита и инспекции министерства обороны
- Департамент связи Министерства обороны
- Департамент ветеранов войн и воинских захоронений Министерства обороны
- Законодательно-правовой департамент Министерства обороны
- Агентство межгосударственного оборонного сотрудничества

### Отделы
- Экономический отдел министерства обороны
- Отдел имущества министерства обороны
- Отдел оборонной политики и стратегии министерства обороны
- Отдел промышленной кооперации министерства обороны
- Отдел государственного секретаря министерства обороны
- Отдел вооружения и закупок министерства обороны

### Ведомства
- Военная полиция
- Военная разведка

### Иное
- Военно-исторический институт
- Армейский спортивный центр Дукла

## Задания и функции
В задачи министерства обороны входит:
- Обеспечение обороноспособности Чешской Республики
- Руководство Армией Чешской Республики
- Администрирование военных округов

Министерство обороны:
- Участвует в разработке государственной оборонной политики
- Готовит концепцию оперативной подготовки территории государства
- Предлагает необходимые меры по обеспечению обороны государства Правительству Чешской Республики, Совету обороны Чешской Республики и Президенту Чешской Республики
- Координирует деятельность центральных органов, органов управления, органов местного самоуправления и юридических лиц, имеющих значение для обороны государства, по подготовке к обороне
- Руководит военной разведкой
- Обеспечивает неприкосновенность воздушного пространства Чешской Республики и координацию военного воздушного движения с гражданским воздушным движением
- Организует и осуществляет мероприятия по мобилизации Армии Чешской Республики, ведению учета граждан, подлежащих призыву на военную службу, и ведению учета материальных средств, которые будут предоставлены для нужд Армии Чешской Республики в период боевой готовности
- Призывает граждан Чешской Республики на военную службу
- Организует сотрудничество с армиями других государств в рамках структур европейской безопасности
- Осуществляет государственный надзор за радиационной защитой объектов военного назначения